# Święta Joanna (sztuka)

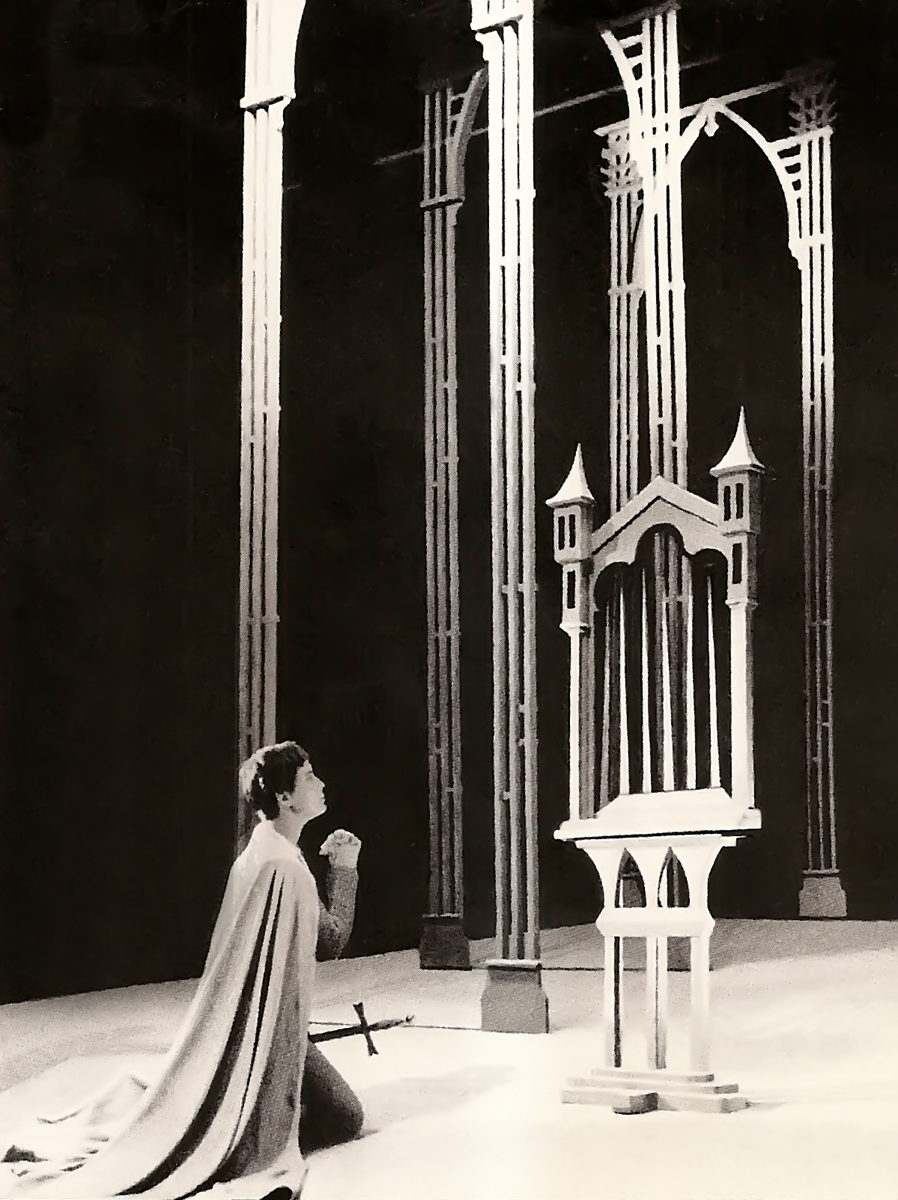
Spektakl Święta Joanna w Niemczech (1958/1959)

Święta Joanna (ang. Saint Joan) – tragedia George’a Bernarda Shawa, wystawiona w 1923 w Garrick Theatre w Nowym Jorku i opublikowana w 1924, opowiadająca o życiu św. Joanny d’Arc. Sztuka była w zamierzeniu autora próbą zmiany negatywnego wizerunku bohaterki w oczach Anglików. Na język polski dramat przełożył Florian Sobieniowski.